# Edmilson Dove
Edmilson Gabriel Dove znany jako Edmilson Dove (ur. 18 lipca 1994 w Tavene) – mozambicki piłkarz grający na pozycji lewego obrońcy. Od 2022 jest zawodnikiem klubu Kaizer Chiefs FC.

## Kariera klubowa
Swoją karierę piłkarską Dove rozpoczął w klubie Ferroviário Maputo. W sezonie 2014 zadebiutował w jego barwach w pierwszej lidze mozambickiej. W 2015 roku wywalczył z nim mistrzostwo Mozambiku. W 2017 roku przeszedł do południowoafrykańskiego Cape Town City FC. Swój debiut w nim zaliczył 7 lutego 2017 w wygranym 3:0 domowym meczu z Highlands Park FC. W sezonie 2021/2022 wywalczył z nim wicemistrzostwo kraju.
W 2022 roku Dove przeszedł do UD Songo, z którym został mistrzem Mozambiku. W połowie roku trafił do Kaizer Chiefs FC. Swój debiut w nim zanotował 17 września 2022 w wygranym 2:1 domowym meczu z Supersport United FC.
| Sezon   | Klub               | Kraj              | Rozgrywki | Mecze | Bramki |
| ------- | ------------------ | ----------------- | --------- | ----- | ------ |
| 2014    | Ferroviário Maputo | Mozambik          | Moçambola | ?     | ?      |
| 2015    | Ferroviário Maputo | Mozambik          | Moçambola | ?     | ?      |
| 2016    | Ferroviário Maputo | Mozambik          | Moçambola | 22    | 2      |
| 2016/17 | Cape Town City FC  | Południowa Afryka | PSL       | 9     | 0      |
| 2017/18 | Cape Town City FC  | Południowa Afryka | PSL       | 18    | 0      |
| 2018/19 | Cape Town City FC  | Południowa Afryka | PSL       | 20    | 1      |
| 2019/20 | Cape Town City FC  | Południowa Afryka | PSL       | 28    | 3      |
| 2020/21 | Cape Town City FC  | Południowa Afryka | PSL       | 1     | 0      |
| 2021/22 | Cape Town City FC  | Południowa Afryka | PSL       | 7     | 0      |
| 2022    | UD Songo           | Mozambik          | Moçambola | 6     | 0      |
| 2022/23 | Kaizer Chiefs FC   | Południowa Afryka | PSL       | 19    | 1      |

## Kariera reprezentacyjna
W reprezentacji Mozambiku Dove zadebiutował 25 maja 2015 roku w zremisowanym 2:2 i wygranym 5:4 po serii rzutów karnych meczu Pucharu COSAFA 2015 z Malawi, rozegranym w Phokeng. W 2024 roku został powołany do kadry na Puchar Narodów Afryki 2023. W tym turnieju zagrał w dwóch spotkaniach grupowych: z Egiptem (2:2) i z Republiką Zielonego Przylądka (0:3).